# 6826 Lavoisier
6826 Lavoisier (1989 SD1) là một tiểu hành tinh vành đai chính được phát hiện ngày 16 tháng 9 năm 1989 bởi E. W. Elst ở La Silla.